# Shelburne (Massachusetts)
Shelburne – miasto w Stanach Zjednoczonych, w stanie Massachusetts, w hrabstwie Franklin.